# Brindisi Montagna
Brindisi Montagna é uma comuna italiana da região da Basilicata, província de Potenza, com cerca de 899 habitantes. Estende-se por uma área de 59 km², tendo uma densidade populacional de 15 hab/km². Faz fronteira com Albano di Lucania, Anzi, Potenza, Tricarico (MT), Trivigno, Vaglio Basilicata.

## Demografia
| Variação demográfica do município entre 1861 e 2011                               |
|                                                                                   |
| Fonte: Istituto Nazionale di Statistica (ISTAT) - Elaboração gráfica da Wikipedia |